# Człowiek z Tollund

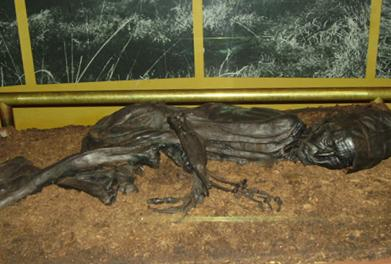
Człowiek z Tollund

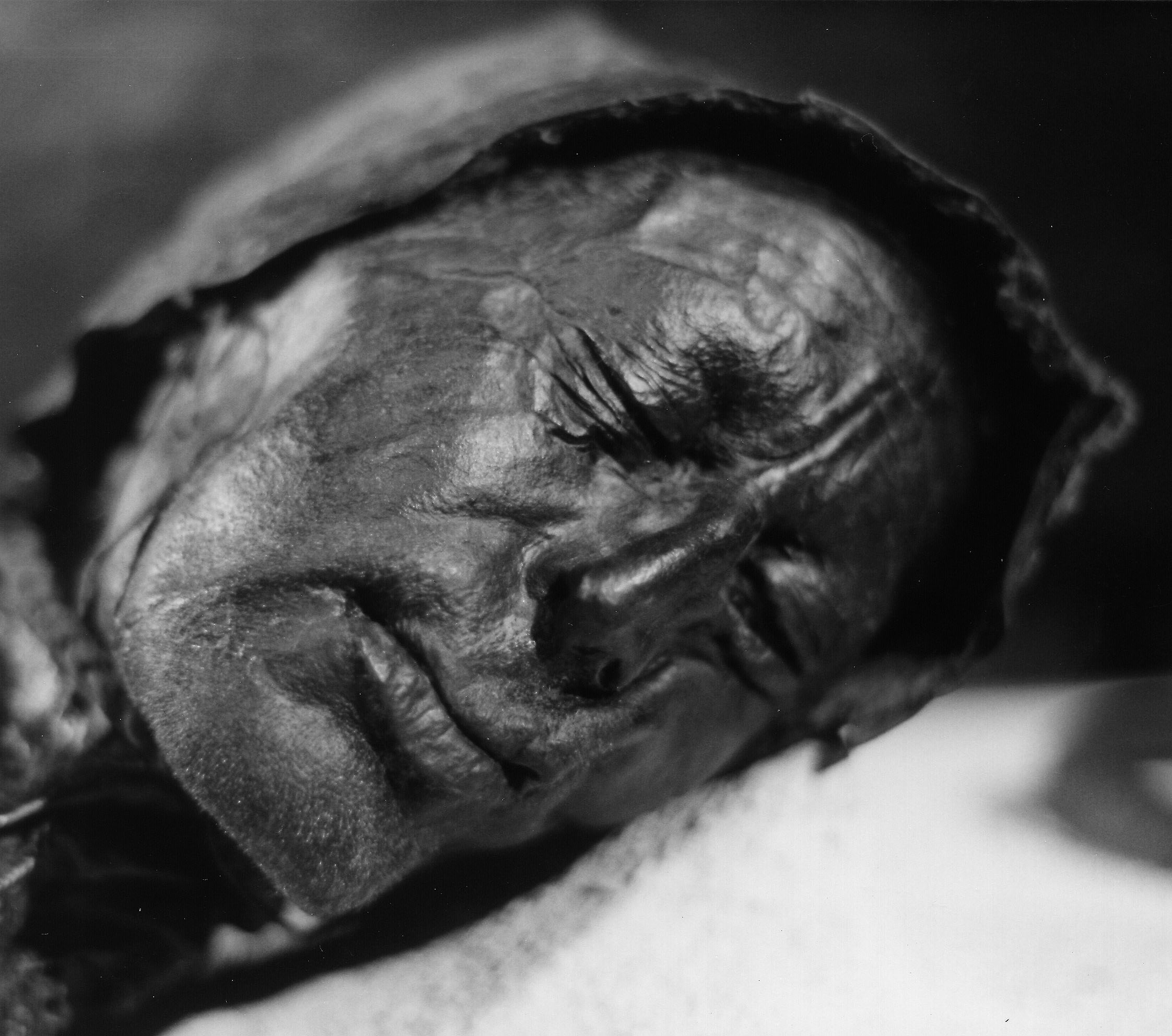

Człowiek z Tollund – zmumifikowane zwłoki mieszkańca Półwyspu Jutlandzkiego pochodzące z epoki żelaza (IV wieku p.n.e.). Zostały one odnalezione 6 maja 1950 r. na torfowisku nieopodal Silkeborg w Danii.
Ciało mężczyzny ułożone było w pozycji embrionalnej na głębokości dwóch i pół metra pod powierzchnią bagna. Głowa okryta była spiczastą czapką z rzemieniem pod brodą. Nie licząc przepasania, ciało było nagie. Mężczyzna miał krótkie włosy i jednodniowy zarost. Był niskiego wzrostu, ok. 161 cm. Wiek w chwili śmierci szacuje się na 30-40 lat.
W przewodzie pokarmowym mężczyzny znaleziono pozostałości ostatniego posiłku, spożytego na od 24 do 12 godzin przed śmiercią. Na posiłek składało się danie przyrządzone z gotowanego jęczmienia (85%), z domieszką ziaren innych roślin, m.in. lnu (5%) i rdestu szczawiolistnego (9%). W sumie doliczono się około 30 różnych gatunków ziaren zbóż uprawnych i rosnących dziko.
Przyczyną śmierci było najprawdopodobniej powieszenie. Wskazują na to rzemienie zaciśnięte wokół szyi i ślady na skórze. Podejrzewa się, iż mężczyzna stanowił ofiarę dla bogów torfowiska lub był przestępcą. Pierwszą hipotezę zdaje się uwiarygadniać fakt, iż mężczyznę pochowano z czcią: ułożono go delikatnie, zamknięto mu oczy i usta. 
W tym samym torfowisku 12 lat wcześniej odnaleziono zwłoki kobiety – kobietę z Elling.

## Człowiek z Tollund w kulturze
Do wykopaliska nawiązuje wiersz Seamusa Heaneya z tomu North (1979) pod tytułem The Tollund Man (w Polsce wiersz ukazał się m.in. w tomie 44 wiersze, wyd. ZNAK 1994, tł. Stanisław Barańczak).